# Jungle Brothers
Jungle Brothers su američka hip-hop grupa koja je izvela pionirski pokušaj fuzije džeza i hip-hopa i prva hip-hop grupa koja je počela da koristi usluge haus producenta. Grupa je nastala sredinom '80.-ih i izdala svoj album prvenac Straight Out the Jungle, 1988. Sa afrocentričnim lirikama i inovativnim ritmom, Jungle Brothers su dostigli nivo slavnih ličnosti i pristupili uticajnom kolektivu hip-hop umetnika Native Tongues. Trio je bio sastavljen od Majkla Smola(Michael Small) -- Mike Gee, Natanijela Hola(Nathaniel Hall) -- Afrika Baby Bam(omaž Afrika Bambaataa-i) i Semi Burvel(Sammy Burwell) -- DJ Sammy B. Semi B je napustio grupu pošto je grupa izdala Raw Deluxe.

## Istorijat
Njihov prvi album Straight Out the Jungle je bio izdat od strane nezavisnog izdavača i na ploči se nalazila hip-hop/haus pesma I'll House You koju je producirao Tod Teri(Todd Terry). Uprkos komercijalnom neuspehu prvog albuma, izdavačka kuća Warner Bros. je uskoro potpisala ugovor sa grupom i izdala Done By The Forces of Nature 1989. Album je izazvao mnoge pozitivne kritike. Posle četvorogodišnje pauze, Jungle Brothers su se vratili 1993 sa J Beez Wit the Remedy, još jednim albumom koji je završio komercijalnim razočarenjem. V.I.P. je producirao Aleks Giford(Alex Gifford) iz grupe Propellerheads i, tokom produkcije, grupa je našla vremena da dodaju svoj vokalni pečat na pesme Propellerheadsa Take California(And Party) i You Want It Back. Njihov poslednji album sa novim pesmama je All That We Do iz 2002.
2001., njihova pesma What's the Five O je korišćena u muzičkoj video-igri FreQuency.
2004. Jungle Brothers se udružuju sa britanskim producentom Mr On da bi producirali Breathe (Don't Stop), verziju pesme Breathe and Stop repera Kju Tipa(Q-Tip iz grupe A Tribe Called Quest, kombinovanu sa semplovima iz pesme Majkla Džeksona Don't Stop 'Til You Get Enough (ideju su dobili sa piratskog remiksa koji je kombinovao vokale sa Breathe and Stop i muzike iz pesme Don't Stop 'Til You Get Enough.)
2005., Jungle Brothers izdaju Greatest Hits izdanje svojih pesama na duplom CD-u sa remiksima i raritetima pod nazivom This Is..., na kojem su se našli remiksi koje su napravili The Wiseguys, Urban Takeover, Natural Born Chillers i Stereo MCs.
Trenutno, njihov status kao grupe je pod znakom pitanja, jer su Mike Gee i Sammy B na turnejama, a Afrika je uzeo nadimak B.A.M. i osnovao je novi pokret koji je nazvao Pagan Society. U intervjuu na sajtu AllHipHop.com, B.A.M. je izrazio svoje nezadovoljstvo današnjom rep muzičkom industrijom. B.A.M. je, takođe, u časopisu Vibe izjavio da je razočaran u Pos-a(De La Soul) i Q-Tipa(A Tribe Called Quest) jer su oni, po njemu, osnovni razlog zašto se nisu ponovo skupili članovi Native Tongue-a.
2008., njihov singl What U Waitin 4 je dostigao 88 mesto na listi 100 najboljih hip hop pesama svih vremena, koju sastavlja televizija VH1.

## Diskografija
- Straight out the Jungle (1988), Warlock
- Done by the Forces of Nature (1989), Warner Bros.
- J Beez Wit the Remedy (1993), Warner Bros.
- Raw Deluxe (1997), Gee Street/V2/BMG Records
- V.I.P. (2000), Gee Street/V2/BMG Records
- All That We Do (2002), Jungle Brothers
- You in My Hut Now (2003), XYZ
- This is... (Greatest hits) (2005), Nurture Records/Groove
- I Got You (2006), Pinoeer Records

## Spoljašnje veze
- Official Site